# Dimitrie Moldovan
Dimitrie Moldovan (16. října 1811 Deva – 10. června 1889 Sibiu) byl rakouský státní úředník a politik rumunské národnosti ze Sedmihradska, v 60. letech 19. století poslanec rakouské Říšské rady.

## Biografie
Pocházel z obchodnické rodiny. Základní školu vystudoval v obci Zlagna. Absolvoval gymnázium v Sibiu. Čtyři roky studoval na polytechnice ve Vídni a pak absolvoval hornickou akademii v Banské Štiavnici. Po studiích působil do roku 1848 ve správě rodinných dolů. V roce 1848 se stal županem v komitátu Hunedoara. V roce 1849 musel kvůli revoluci prchnout do Valašska. V roce 1850 zastával po návratu do Sedmihradska post adjunta u vojenské správy v Alba Iulia. V roce 1853 byl povýšen na komisaře prvního stupně v Orăștie. Roku 1861 byl jmenován do sedmihradské dvorní kanceláře ve Vídni, kde se roku 1862 stal radou. Roku 1867 byl penzionován.
V době svého působení v parlamentu je uváděn jako Demeter Moldovan, dvorní rada u sedmihradské dvorní kanceláře ve Vídni.
Počátkem 60. let se s obnovou ústavního systému vlády zapojil i do vysoké politiky. V zemských volbách byl zvolen na Sedmihradský zemský sněm. Zasedal zde od roku 1863 do roku 1864. Působil také coby poslanec Říšské rady (celostátního parlamentu Rakouského císařství), kam ho delegoval Sedmihradský zemský sněm roku 1863 (Říšská rada tehdy ještě byla volena nepřímo, coby sbor delegátů zemských sněmů). 21. října 1863 složil slib, 12. listopadu 1864 opětovně složil slib.